# Enningdalsälven
Enningdalsälven er en ca. 13 km lang flod som afvander Norra Bullaresjön til Iddefjorden, på grænsen grænse mellem Norge og Sverige. På den norske side hedder floden Enningdalselva eller Berbyelva. Efter udløbet fra Bullaresjön er den grænseflod på en kort strækning (ca. 1.100 m), hvorefter den løber videre på norsk område frem til udløbet i Iddefjorden.

## Geografi
Enningdalsälvens afvandingsområde omfatter et stort område i grænseområdet mellem Sverige og Norge. I Sverige ligger området i Dals-Eds, Munkedals, Tanums og Strömstads kommuner. I Norge omfatter afvandingsområdet Halden og Aremarks kommuner. Hele flodsystemet er ca. 70 km langt med totalt afvandingsområde 782 km², hvoraf 1/3 er i Østfold i Norge og 2/3 i Dalsland/Bohuslän i Sverige.
Af større tilløb kommer et fra Ørsjøen, som slutter sig til Enningdalselva 1 km før udløbet i Iddefjorden. Fra Lysevannet og Øvre Elgvann løber Elja som er en del af grænsen, og som efter Elgåfossen løber ud i Enningdalselva nord for Holtet.
Enningdalselva er kendt som en god lakseelv, med rekordlaks på 17,7 kg og gennemsnitsvægt på 4,5 kg. Floden blev tidligere udnyttet til tømmerflådning, vandmøller, savværker, og rester af gamle dæmninger og flådningsindretninger kan ses flere steder i bifloderne. Også ålefiskeri havde tidligere stor betydning.
I afvandingsområde ligger bl.a. søsystemerne Boksjöarna, Kornsjöarna og Bullaresjöarna. Kornsjöarna afvandes gennem Kynne älv til Södra Bullaresjön.
Ved Enningdalselva syd for Iddefjorden ligger Berby herregård. I 1387 tilhørte halvdelen Oslo Stift; senere var gården krongods frem til 1626; derefter i privat eje.

## Slaget ved Berby i 1808
Efter ranet af flåden i København 2.-5. august 1807 fulgte mobilisering. I september 1807 fik Søndre Søndmørske Compagnie, tilhørende Den bergenhuusiske Nationale Grenader-Bataillon, ordre om opmøde i Bergen. Nogle af sunnmøringerne var musketere og blev sendt til Kongsvinger, men de fleste blev sendt til Østfold for at bevogte grænsen mod Sverige. En af dem var Jakob Rasmussen Vassbotn, søn af landmand og skoleholder Rasmus Vassbotn i Volda. Jakobs krigsskildringer er enestående, baseret på notater han gjorde under felttoget. Han har medbragt skrivesager og sandsynligvis en almanak. Jakob fik ikke sin bog færdig redigeret og renskrevet før i 1828. Den blev lånt væk til slægt og venner, og snart vidste ingen, hvor den var blevet af. Jakobs søn, Rasmus Mork Vassbotn (1837-1930), som selv var skribent, regnede sin fars krigsberetning som tabt.
Men på Rasmus' 90-årsdag i 1927 kom hans fars bog til rette. Rasmus Vassbotn sørgede for at få den trykt samme år, med genudgivelse i 1982. Erindringer fra Krigsaarene 1808-1814 er titlen. Jakob selv havde bare kaldt den Journal eller Reisebeskrivelse. Oplevelserne fulgte ham livet ud. Hans far skrev et sted, at Jakob var "en hudflænget Sjæl".
Grenadererne fra søndre Sunnmøre roede 9. september 1807 over Voldsfjorden på vej mod Bergen, hvor de ankom tre dage senere. Kaptajn Otto Synnestwedt igangsatte en barsk eksercits af det uøvede mandskab. Først 13. april 1808 var der afrejse fra Bergen. Via Stavanger, Lyngdal og Mandal nåede de frem til Fredrikstad på kanonbåde to måneder senere. Det var første gang, Jakob var borte fra sit hjemsted, og især Stavanger domkirke gjorde indtryk på ham. I Fredrikstad marcherede de gennem gaderne til trommehvirvler, mønstrede for prins Christian August af Augustenborg (1768-1810), general for stridskræfterne i det sydlige Norge. Prinsen deltog i øvelserne, løb sammen med soldaterne i skoven og spurgte, om de fik breve hjemmefra. Prinsen var dog bekymret for soldaterne. Halvdelen af uniformerne og skotøjet var slidt og ubrugelig. Uldbukserne måtte udskiftes med bukser i bomuld, der ikke holdt nær så godt på varmen. Prinsen spurgte indgående, om de fik brød, og om de kunne tildeles brændevin. Christian August var meget afholdt, og hans pludselige død vakte mistanke om snigmord. Den mistanke var årsag til, at Axel von Fersen blev myrdet af folkemængden i Stockholm.
Major Andreas Krebs (1766-1818) var født i Slesvig, men kom til Norge i 1788, hvor han kom til at lede de norske styrker i slaget ved Berby - en svær opgave, fordi svenskerne var talmæssigt overlegne. Antal norske soldater opgives til 187; i den officielle melding ved etatsråd Falsen til regeringskommissionen skrev han "ikkun omtrent 200 Mand".  Svenskerne opgav at have omkring 650 stridende ved Berby, mens deres samlede styrke på egnen var på 1.550 mand med to trepunds kanoner, altså en fantastisk overmagt. 
12. september 1808 kl. 7:30 om morgenen kom en jæger løbende og råbte, at han hørte signalskud fra fjenden. Der var tyk tåge, men nordmændene kunne se lysglimtet, hver gang et svensk skud blev affyret. Fra kl. 10 lettede tågen, og det blev klart solskin hele dagen til ende. Major Krebs gav ordre om tilbagetrækning over floden. Hestene foran den ene kanonvogn blev skræmt, og vognen væltede foran de fremadrykkende jægere fra Båhuslen. Den svenske leder, løjtnant Braun, blev derved hårdt såret. I forvirringen undslap nordmændene, men kanonerne måtte de lade tilbage. Flere måtte vade eller svømme over floden. Målet for svenskerne var herregården Berby, der tjente som norsk hovedkvarter. Slaget koncentrerede sig derfor om Berby bro. To gange forsøgte svenskerne at storme den, men den norske ildgivning var for stærk. Jakob Vassbotn stod i grøften sammen med Sjur Engjaberg, også fra Volda, og skød mod svenskerne. Da gik en kugle gennem Sjurs pande: "Han blev død strax, og mine Skoe blev fulde af hans Blod." Folketroen fæstede sig ved det gamle sagn om alterkalken i Hjørundfjord kirke, hvor præsten Jacob Bandzbil (1689-1732) stredes med bygdefolket om kirkeklokken. For at forsones med menigheden lovede præsten, at den, som drak af alterkalken, som præstens datter havde forgyldt, ikke kom til at falde i krig. De udkommanderede fra egnen kom derfor til Sæbø og drak af alterkalken. Men Sjur Engjaberg troede ikke på sagnet; og nu var han faldet.
Både norske og svenske kilder enes om, at nordmændene veg helt til de fik bidt sig fast bagved stenmuren og i grøften ved broen. Da fandt den svenske kommandant Posse det klogest at forhandle om våbenhvile. Svensk militærledelse kritiserede ham senere stærkt for ikke at have udnyttet sit overtag bedre. Fra svensk side blev dog påstået, at kampen for Posse kun var en måde at give sine soldater kamptræning på. Det blev et dyrt eksperiment; det kostede ham fire officerer og 44 sårede og faldne soldater, og det meste af ammunitionen var opbrugt. For at bevare ansigt sendte han en underordnet officer for at forhandle med Krebs, der befandt sig et stykke væk for at forhindre svenskerne i at forcere elven på en flydebro, nordmændene havde lavet. Han red dem nu i møde på svensk side af broen. De norske soldater strømmede til og omringede de to parter. Den svenske oberst sagde til Krebs, at han havde tænkt at spise laks på Berby i dag, men "I har stærke folk," så han var kommet på andre tanker. Svenskerne trak sig tilbage, og forsyningstropper kom med krudt til de norske styrker. Bergenhusingerne havde lidt de største tab; de kendte ikke terrænet og havde ikke forstået at udnytte det.
Nu måtte de døde og sårede samles op. På svensk side fandt de Knut Mork fra Ørsta med en kugle gennem begge knæ. Han levede i tolv dage, inden han døde. Ni var faldet. En trøst var det, at jorden på kirkegården var fin at blive lagt i: Kun fint sand, og tørt. Ved kirkerne i Volda og Ørsta er der rejst en høj bautasten med navn på dem, der faldt eller døde af vondeliding (= ondtlidelse) som der står. Det største tab kom ikke under slaget, men udpå senhøsten 1808 og eftervinteren 1809. Kulde og sult meldte sig. Efter nogle måneder i felten var tøjet så slidt, at det knapt hang fast. Der fandtes ikke undertøj; den nøgne hud kom til syne mellem laserne. Skoene blev holdt på plads af remme og reb, nogle brugte vidje. Så kom frostskaderne. Soldaterne var ankommet i godt hold; nu blev 100 syge ud af 187. Mange bukkede under.
Jakob Vassbotn besøgte sin ven Lars Pedersen Bjørkedal, der havde overlevet slaget, men døde 3. februar 1809. Jakob selv havde smerter i fødderne i årevis bagefter. På march fra Enningdal til Halden en sen aften i regn og blæst opgav han at holde følge, tumlede ned i en grøft og blev liggende. Lerjorden var for glat til, at den afkræftede soldat fik fodfæste. "Da faldt ieg i Graad og kom i hu, at ieg var kommen langt fra mine." Tanken på forældre og søskende gav ham styrke til at kæmpe sig op af grøften og frem til folk, der tog sig af ham. Men grænsevagt i stærk kulde i 1808/09 var hårdt; soldaterne havde ikke andet læ end et skjul, de satte op ind mod en bjergvæg. Jakob var så stivfrossen, at han knapt kunne røre sig; den ene støvle måtte han bryde løs fra foden med sin bajonet. Hans interesse for astronomi var til nogen hjælp; han lagde mærke til, at stjernebillederne stod lidt annerledes i Østfold end i Volda.
Vinteren 1808-09 var ekstremt hård. Oberstløjtnant Synnestwedt meldte om grufulde forhold: "Forleden Dag døde 5 Grenaderer og ellers næsten daglig een på Stråe - en jammerlig Krig, som Foraaret neppe levnet mig Halvdelen Mandskaber." I en ugerapport dateret 27. december 1808 skrev han: "De Syge haves ei Plads til i Lazaretterne, maae derfor ligge i deres Qvarterer; man kan da lettelig forestille sig Smitten paa disse med Folk opfyldte Steder, hvis Qvarterer aldrig ere ledige, og hvor Syge ligge blandt de Friske i deres egne Filler eller Værternes usle anstukne Sengklæder. Soldater og Almue maae saaledes omkomme."
Da bataljonen kom tilbage til Bergen i februar 1811, havde den mistet 154 døde. Flere døde af sygdom end af krigshandlinger. En af dem, som deltog i slaget ved Berby, var John Jakobsen Lothe fra Eid. John Lothe blev boende i Bergen. Han skrev vers og viser; den mest kendte skrev han i 1811 på hjemvejen vestpå. Visen handler om hærtoget i Østfold og blev første gang trykket i Kristiansand samme år. Visen har 47 vers og blev kendt som "Jo Lothe-visen".
10. marts 1811 kom Jakob hjem - efter to år og syv måneders tjeneste. Han gik ad postvejen fra Nordfjord over Bjørkedalen, hvor hans farbror tog ham ind. Sambygdingerne hilste ham velkommen; han blev trakteret af selveste madam Andrea Schielderup. Måneden efter måtte han dog tilbage til Bergen, men blev dimitteret derfra pga. sin benskade. I 1812 blev han igen indkaldt til landværnet og måtte tilbage til Bergen, før han blev endelig fritaget i 1813 og kunne overtage gården efter sin far. Jakob giftede sig og fik ti børn. Hans sidste brev er dateret 16. februar 1860, få måneder inden hans død. Han underskrev sig "Jakob R. Wasbotn, 77 aar".